# Edsbergs socken
Edsbergs socken i Närke ingick i Edsbergs härad, ingår sedan 1995 i Lekebergs kommun i Örebro län och motsvarar från 2016 Edsbergs distrikt.
Socknens areal är 47,79 kvadratkilometer, varav 46,43 land. År 2000 fanns här 720 invånare. Riseberga kloster och sockenkyrkan Edsberg kyrka ligger i socknen.

## Administrativ historik
Edsbergs socken har medeltida ursprung.
Vid kommunreformen 1862 övergick socknens ansvar för de kyrkliga frågorna till Edsbergs församling och för de borgerliga frågorna till Edsbergs landskommun. Landskommunen inkorporerades 1952 i Lekebergs landskommun som 1971 uppgick i Örebro kommun för att 1995 brytas ut och uppgå i Lekebergs kommun. Församlingen utökades 2006.
1 januari 2016 inrättades distriktet Edsberg, med samma omfattning som församlingen hade 1999/2000.
Socknen har tillhört fögderier, tingslag och domsagor enligt vad som beskrivs i artikeln Edsbergs härad. De indelta soldaterna tillhörde Närkes regemente, Edsbergs kompani och Livregementets husarkår, Västernärke skvadron.

## Geografi
Edsbergs socken ligger väster om Kumla med Svartån i väster. Socknen är till större del bördig slättbygd på Närkeslätten, avbruten av skogklädda höjdstråk.

## Fornlämningar
Från järnåldern är 15 gravfält, en skeppssättning och en domarring funna. En förhistorisk kultplats, Frösvi i en mosse är undersökt. En vikingatida silverskatt har påträffats vid Eketorp.

## Namnet
Namnet (1304 Eezbergh) kommer platsen där kyrkbyn. Förleden innehåller ed, 'passage mellan eller utmed vatten' syftande på en vägsträcka på grusåsen. Efterleden berg syftar på någon av höjderna vid kyrkan.
Två skrifter anger att namnet kommer av ett berg vid ett ed mellan två vattendrag, nämligen Svartån och Täljeån, något som dock är svårt att förena med geografin; Täljeån upprinner vid Vibysjön 9 km söder om Edsbergs kyrkby.

## Befolkningsutveckling
| Befolkningsutvecklingen i Edsbergs socken 1750–1990                                                     | Befolkningsutvecklingen i Edsbergs socken 1750–1990 | Befolkningsutvecklingen i Edsbergs socken 1750–1990 | Befolkningsutvecklingen i Edsbergs socken 1750–1990 | Befolkningsutvecklingen i Edsbergs socken 1750–1990 |
| --- | --------------------------------------------------- | --------------------------------------------------- | --------------------------------------------------- | --------------------------------------------------- |
| |                                                     |                                                     |                                                     |                                                     |
| År |                                                     |                                                     | Folkmängd                                           |                                                     |
| 1750 | 1750                                                |                                                     | 962                                                 |                                                     |
| 1760 | 1760                                                |                                                     | 1 019                                               |                                                     |
| 1769 | 1769                                                |                                                     | 1 057                                               |                                                     |
| 1790 | 1790                                                |                                                     | 1 106                                               |                                                     |
| 1800 | 1800                                                |                                                     | 1 130                                               |                                                     |
| 1810 | 1810                                                |                                                     | 1 099                                               |                                                     |
| 1820 | 1820                                                |                                                     | 1 146                                               |                                                     |
| 1830 | 1830                                                |                                                     | 1 311                                               |                                                     |
| 1840 | 1840                                                |                                                     | 1 480                                               |                                                     |
| 1850 | 1850                                                |                                                     | 1 599                                               |                                                     |
| 1860 | 1860                                                |                                                     | 1 790                                               |                                                     |
| 1870 | 1870                                                |                                                     | 1 933                                               |                                                     |
| 1880 | 1880                                                |                                                     | 1 910                                               |                                                     |
| 1890 | 1890                                                |                                                     | 1 723                                               |                                                     |
| 1900 | 1900                                                |                                                     | 1 749                                               |                                                     |
| 1910 | 1910                                                |                                                     | 1 684                                               |                                                     |
| 1920 | 1920                                                |                                                     | 1 603                                               |                                                     |
| 1930 | 1930                                                |                                                     | 1 485                                               |                                                     |
| 1940 | 1940                                                |                                                     | 1 283                                               |                                                     |
| 1950 | 1950                                                |                                                     | 1 186                                               |                                                     |
| 1960 | 1960                                                |                                                     | 1 015                                               |                                                     |
| 1970 | 1970                                                |                                                     | 748                                                 |                                                     |
| 1980 | 1980                                                |                                                     | 723                                                 |                                                     |
| 1990 | 1990                                                |                                                     | 719                                                 |                                                     |
| Anm: Källor: Umeå universitet - Tabellverket 1749-1859, Demografiska databasen, CEDAR, Umeå universitet |                                                     |                                                     |                                                     |                                                     |